# 청산도
청산도(靑山島)는 대한민국 남해 연안의 섬으로, 전라남도 완도군 청산면의 본섬이다. 대모도, 소모도, 여서도, 장도등 4개의 유인도와 여러 무인도로 이루어져 있으며 사시사철 섬이 푸르다고 해서 '청산도'라 부른다. 맑고 푸른 다도해와 조화를 이루는 아름다운 풍경으로 인해 예로부터 신선이 산다는 섬이라 해서 '선산(仙山)' 또는 '선원(仙源)'이라고도 불렀다.

## 지리
해안선 길이 42km로 섬 한가운데에는 385m인 매봉산 이외에 대봉산(334m), 보적산(330m) 등 300m 내외의 산이 사방에 솟아 있다. 이들 산지에서 발원해 사방으로 흐르는 소하천 연안을 따라 좁은 평야가 발달했으며, 중앙부와 서부 일부 지역에는 비교적 넓은 평야가 펼쳐져 있다. 남쪽 해안에는 10∼20m의 높은 해식애가 발달하였고, 동백나무. 후박나무. 곰솔 등의 난대림이 무성하여 경승지를 이룬다.

1월 평균기온은 1.0℃, 8월 평균기온은 27℃, 연강수량은 1,285mm, 연강설량은 5mm이다.

## 역사
- 1608년(선조 41년) 조선 시대에 처음 사람들이 청산도에 정착하였다.
- 1681년(숙종 7년)에 수군만호진(水軍萬戶鎭)이 설치되어 군사적 요충지로 역할을 하였다.
- 1866년(고종 3년)에는 청산도에 당리진(堂里鎭)이 설치되어 강진, 해남, 완도 일대를 관장하였다.
- 1895년 당리진이 해체되었고 완도군이 설치되면서 편입되었다.
- 1914년 행정구역개편으로 남쪽의 여서면(여서도)을 포함하여 청산면에 소속되었고 1964년 10월 1일 청산면 모도 출장소를 설치하였다.
- 1981년 12월 23일에 다도해해상국립공원으로 지정되었고, 2007년 12월 1일에 국제슬로시티연맹으로부터 슬로시티로 지정되었다.[3]
- 2013년 11월 29일 청산도 주변해역이 해양보호구역으로 지정되었다.[4]

## 교통

### 여객선
완도군의 완도항에서 청산도항까지 자동차를 실을 수 있는 배편이 하루에 5번 운항하며 50분가량 소요된다. 청산도슬로걷기 축제가 열리는 4월~5월 기간 동안에는 주중 8편, 주말 15편이 운항되고 있다.

### 마을버스
매일 청산도항에서 진산리 방면으로 마을버스가 5회 운행되고, 권덕리 방면으로 2회 운행된다.

## 어항

### 청산도항
청산도항(靑山島港, Cheongsando Fishing Port)은 전라남도 완도군 청산면 도청리, 청산도 섬에 있는 어항이다. 1971년 12월 21일 국가어항으로 지정되었으며, 관리청은 해양수산부 서해어업관리단, 시설관리자는 완도군수이다.

## 문화

### 구들장 논
청산도의 전통 농업 시스템. 예부터 청산도는 경사가 심한 지형과 돌이 많아 물 빠짐이 심한 사질토양이 발달한 곳으로 논농사에 필요한 물이 부족하여 수전농업에 다소 불리한 농업환경을 지니고 있었다. 이러한 불리한 조건의 지역에서 더 많은 쌀을 생산해내기 위해 자연환경을 재배치하여 만든 인공적인 논이 바로 구들장 논이다. 

완도의 '청산도 구들장 논'은 국제식량농업기구(FAO)의 세계중요농업유산(GIAHS, Globally Important Agricultural Heritage Systems)의 기준을 준용하여 유산의 가치성, 파트너십, 효과성 등 엄격한 심사기준에 의하여 2013년 1월 22일 대한민국 국가중요농업유산 1호로 지정되었다.

### 범바위

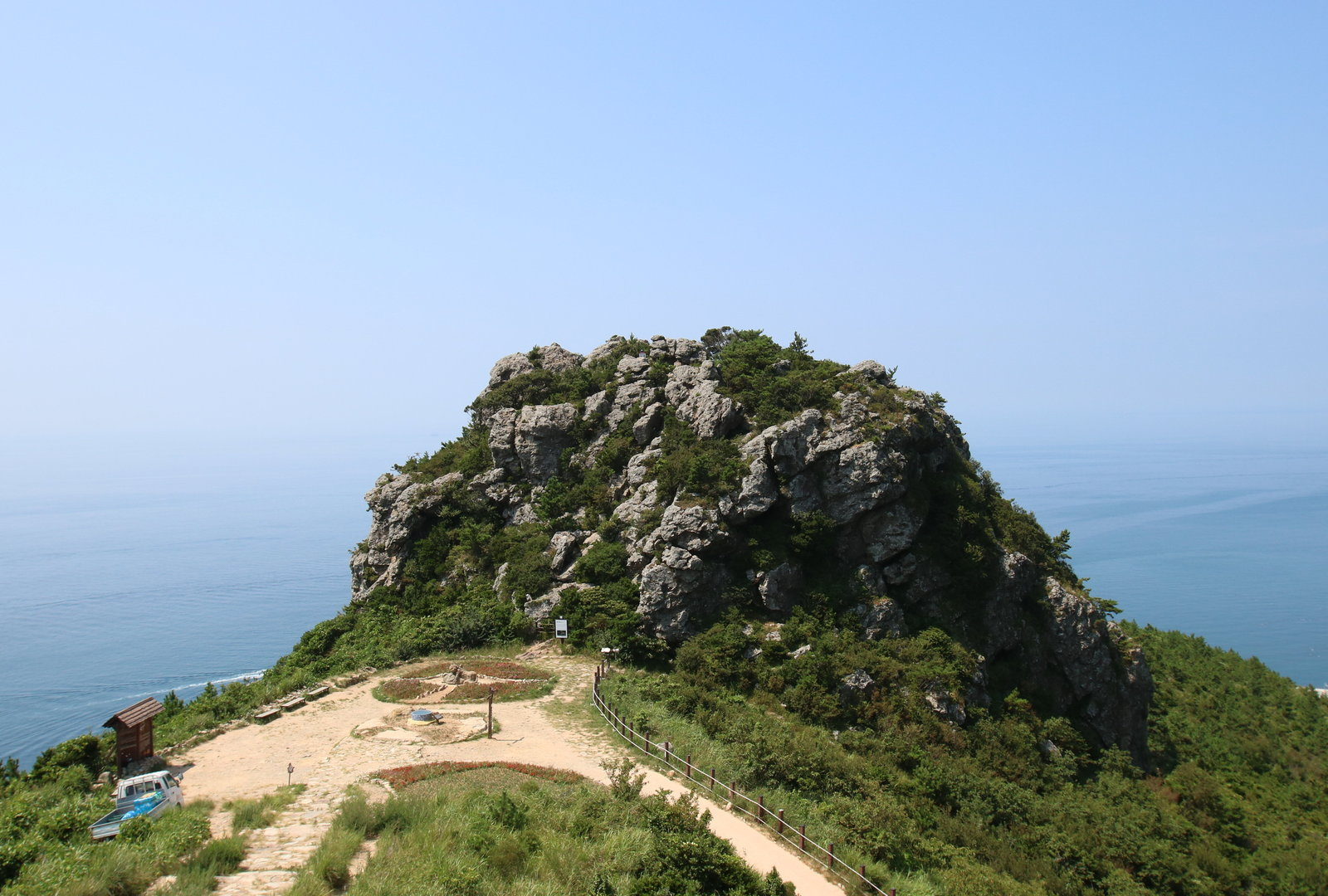
범바위

범바위에는 아주 먼 옛날 청산도에 살던 호랑이가 바위를 향해 포효한 소리에 자신이 놀라 섬 밖으로 도망쳤다는 전설이 전해지고 있다. 또한 강한 자성으로 범바위 부근에서는 나침반이 작동하지 않아 신비의 바위라도고 불린다. 범바위에서 내려다보면 청산도가 한 눈에 들어오며 날씨가 좋은 날에는 여서도, 거문도, 제주도까지 볼 수 있다.

### 슬로길
청산도 슬로길은 청산도 주민들의 마을 간 이동로로 이용되던 길로써 아름다운 풍경에 취해 절로 발걸음이 느려진다하여 슬로길이라 이름 붙여졌으며, 2010년 전체 11코스(17길) 42.195km에 이르는 길이 열렸다. 길이 지닌 풍경, 길에 사는 사람, 길에 얽힌 이야기와 어우러져 거닐 수 있도록 각 코스를 조성한 것이 가장 큰 특징으로 2010년 문화체육관광부 '이야기가 있는 문화생태탐방로'로 선정, 2011년 국제슬로시티연맹 공식인증 세계 슬로길 1호로 지정되는 등 길이 지닌 아름다움을 대외적으로 인정받았다.

### 영화 촬영지
임권택 감독의 <서편제>가 이곳에서 촬영되면서 관광명소로 주목받기 시작하였으며 KBS 드라마 <봄의 왈츠>, SBS 드라마 <여인의 향기>도 이곳에서 촬영되었다.

### 축제
'청산도 슬로걷기 축제'가 매년 4월 1달동안 개최된다.

## 해양보호구역
2013년 11월 29일 해양수산부장관은 해양생태계 보전 및 관리에 관한 법률 제25조의 규정에 의하여 전라남도 완도군 청산면 청산도 주변해역을 해양보호구역으로 지정ㆍ고시하였다.
- 지정번호 : 해양수산부 해양보호구역 제9호
- 명칭 : 청산도 주변해역 해양보호구역(해양생태계)
- 지정년월일 : 2013년 11월 29일
- 지정목적 : 청산도 주변해역의 원시적 자연생태 및 경관, 보호대상생물 서식지와 해양생태계를 보전ㆍ관리
- 근거법령 : 해양생태계 보전 및 관리에 관한 법률 제25조
- 관 리 청 : 목포지방해양항만청
- 위치 및 면적
  - 행정구역 : 전라남도 완도군 청산면
  - 면 적 : 71.38km2
- 경위도 좌표 : 관보 참조
- 관계도서의 열람방법 : 전라남도 신안군 해양수산과에 비치하여 열람 가능
- 어업권․광업권 등의 이용현황 : 관보[4] 참조
- 보호구역내 주요자원 명칭․위치․범위 및 규모
  - 주요자원 명칭 : (무척추동물) 둔한진총산호, 자색수지맨드라미, 세로줄조개사돈, 삼각따개비, 상어껍질별벌레, (해조류) 참도박, 방황게발혹, 작은구슬산호말, 돌가사리
  - 주요자원 위치․범위 및 규모 : 관보[4] 참조

## 같이 보기
- 지초도 - 청산도 부근의 무인도